# 工布耳蕨
工布耳蕨（学名：Polystichum gongboense），为鳞毛蕨科耳蕨属下的一个植物种。